# Portret van Herman Doomer
Portret van Herman Doomer is een schilderij van Rembrandt in het Metropolitan Museum of Art in New York.

## Voorstelling
Het stelt de Amsterdamse meubelmaker Herman Doomer voor. Doomer wordt in de 17e eeuw vermeld als 'ebbenhoutwerker' en maakte niet alleen rijkversierde kabinetten, maar vooral ook veel schilderijenlijsten. Vermoedelijk kwam hij als lijstenmaker in contact met de schilder Rembrandt van Rijn. Of hij ook daadwerkelijk lijsten aan Rembrandt leverde is echter niet helemaal zeker. Bij het portret zelf hoort een 17e-eeuwse lijst, maar ook deze is niet toe te schrijven aan Doomer.

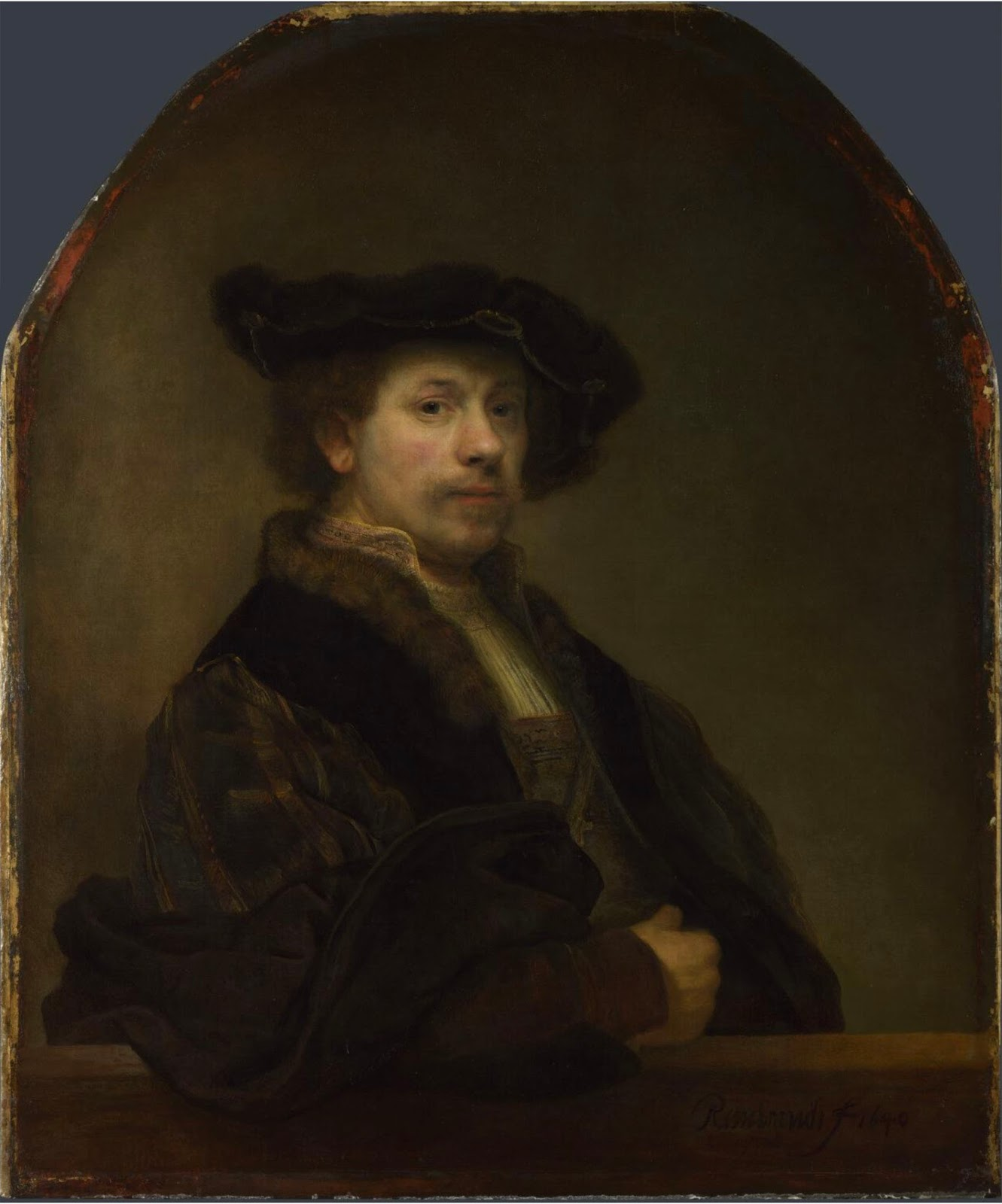
Rembrandt. Zelfportret. 1640. Londen, National Gallery.

De pose die Doomer aanneemt is gelijk aan die van Rembrandt op zijn zelfportret uit 1640 in de National Gallery in Londen en het zelfportret van Govert Flinck in de Kelvingrove Art Gallery and Museum in Glasgow. De compositie sluit ook aan bij een schets die Rembrandt in 1639 maakte naar Rafaëls Portret van Baldassar Castiglione. Het schilderij is een pendant van het portret van Baertje Martens, zijn echtgenote, in de Hermitage in Sint-Petersburg.

## Toeschrijving en datering
Het schilderij is rechtsonder gesigneerd en gedateerd 'Rembrandt / f[ecit] 1640'.

## Herkomst
De portretten van Doomer en zijn vrouw werden vermoedelijk gemaakt in opdracht van Doomer zelf. Na zijn dood in 1650 liet zijn weduwe de portretten in haar testamenten van 15 juli 1654, 23 mei 1662 en 3 september 1668 na aan haar zoon, Lambert. Als voorwaarde stelde ze dat haar zoon op eigen kosten kopieën zou maken voor zijn broers en zussen. Aan deze voorwaarde schijnt hij voldaan te hebben, want in een Engelse privéverzameling bevinden zich kopieën van de portretten. Lambert Doomer liet de portretten op zijn beurt na aan zijn neef Herman Voster. In een inventaris opgesteld na de dood van Lambert staan de portretten vermeld als 'twe contrefaictsels van des Overledens Vader en Moeder door Rembrand van Rhijn geschilderd en geprelegateerd aen Hermanus Voster'. Voster was predikant in achtereenvolgens West-Vlieland, Ammerstol en Schoonhoven en overleed in 1726. Tegen die tijd had hij de portretten waarschijnlijk verkocht, in ieder geval voor 1725. Van het portret van Herman Doomer werd in 1725 een reproductieprent gemaakt, uitgegeven in Londen, waarop staat dat het werk 'Ex Museo An: Cousin' kwam (uit de verzameling van Anthony Cousein). De verzameling van Cousein werd op 8 februari 1750 geveild bij veilinghuis Langford in Londen, waarbij de portretten apart werden aangeboden: het portret van Doomer onder lotnummer 53 als 'A Man's Head, 3 qrs.' en het portret van Martens onder lotnummer 54 als 'A Woman's Head, its Companion'. Waarschijnlijk raakten de werken toen gescheiden.
Op de eerstvolgende veiling van een zekere H. Wolters te Amsterdam bij veilinghuis Croese werd het werk zonder pendant aangeboden. In 1769 was het in het bezit van Peregrine Bertie, 3e hertog van Ancaster en Kesteven (1714-1778) in Grimsthorpe in het Engelse graafschap Lincolnshire. Zijn weduwe liet het tussen 16 en 18 mei 1791 voor 49 pond en 7 shilling bij Christie's in Londen veilen aan een zekere Tapant. Op 25 januari 1802 wordt het gesignaleerd op de veiling van Hendrick van Eyl Sluyter bij veilinghuis Hip. Delaroche in Parijs als 'Rembrandt (Van Rhyn). Le Portrait de son Doreur', waar het voor 5.005 frank gekocht werd door een zekere Urique. Rond het midden van de 19e eeuw was het in het bezit van Mme. Gentil de Chavagnac in Genève. Toen ze het schilderij in Parijs probeerde te verkopen kon ze aanvankelijk geen koper vinden, omdat de expert Nieuwenhuysen – waarschijnlijk Chrétien Nieuwenhuys – van mening was dat het werk een vervalsing was. Uiteindelijk verkocht ze het – in ieder geval voor 1854 – voor 16.500 frank aan Charles de Morny te Parijs. Tijdens zijn boedelveiling van 31 mei tot 12 juni 1865 werd het voor 155.000 frank gekocht door een zekere Salamanca voor de weduwe van De Morny, Sofia Sergejevna Troebetskaja (1836-1896) te Madrid. Volgens Wilhelm von Bode verkocht Troebetskaja het schilderij in 1882 voor 250.000 frank aan Mme. Cassin te Parijs. In 1883 werd het verworven door Troebetskaja's zoon, Auguste de Morny (1859-1920), die het in 1884 verkocht aan kunsthandel William Schaus in New York. Deze verkocht het in 1889 voor 70.000 tot 100.000 dollar aan de Amerikaanse verzamelaar Henry Osbourne Havemeyer. Zijn weduwe, Louisine Havemeyer, liet het in 1929 na aan het Metropolitan Museum of Art.
Adriaantje Hollaer · Ahasveros en Haman aan het feestmaal van Esther · De anatomische les van Dr. Deijman · De anatomische les van Dr. Nicolaes Tulp · Andromeda aan de rots geketend · Aristoteles bij de buste van Homerus · Artemisia · Badende vrouw · Bathseba met de brief van koning David · De blindmaking van Simson · De brillenverkoper · Buitenlandse admiraal · Christus in de storm op het meer van Galilea · Christus met een staf · Danaë · David en Uria · De doop van de kamerling · Het feestmaal van Belsazar · Flora · Gelijkenis van de rijke dwaas · Historiestuk · Jacob zegent de zonen van Jozef · Jeremia treurend over de verwoesting van Jeruzalem · Het Joodse bruidje · De maaltijd in Emmaüs · Marten Soolmans en Oopjen Coppit · Mozes en de tafelen der wet · De Nachtwacht · Het offer van Abraham (1635) · Pallas Athene · Portret van een man met handschoenen in de hand · Portret van een man · Portret van Amalia van Solms · Portret van Baertje Martens · Portret van Herman Doomer · Portret van Jan Six · Portret van Johannes Wtenbogaert · Portret van Maurits Huygens · De samenzwering van de Bataven onder Claudius Civilis · De schilder in zijn atelier · De Staalmeesters · De steniging van de Heilige Stefanus · Terugkeer van de verloren zoon · Titus aan de lezenaar · Titus als monnik · De Vaandeldrager · De verloochening van Petrus · De verloren zoon in een herberg · Het vertrek van de Sunammitische vrouw · De vlucht naar Egypte · De vlucht naar Egypte · Zelfportret op jeugdige leeftijd (ca. 1628) · Zelfportret met twee cirkels · Zelfportret als de apostel Paulus